# لاله‌ای
لاله‌ای روستایی‌ در دهستان ئیلاق جنوبی بخش بلبان‌آباد شهرستان دهگلان در استان کردستان ایران است.
این روستا در دهستان ئیلاق جنوبی قرار دارد و بر اساس سرشماری مرکز آمار ایران در سال ۱۳۸۵، جمعیت آن ۶۱۷ نفر (۱۳۲خانوار) بوده‌است.